# Maricoccus brucei
Maricoccus brucei är en kräftdjursart som beskrevs av Gary C.B. Poore 1994. Maricoccus brucei ingår i släktet Maricoccus och familjen klotkräftor. Inga underarter finns listade i Catalogue of Life.